# Хандагайтинский сумон
Хандагайтинский сумон — административно-территориальная единица (сумон) и муниципальное образование со статусом сельского поселения в Овюрском кожууне Тывы Российской Федерации.
Административный центр и единственный населённый пункт сумона — село Хандагайты.

## Население
| 2017 | 2018  |
| ---- | ----- |
| 3209 | ↗3246 |